# World Basketball Association 2009
La stagione WBA 2009 fu la sesta della World Basketball Association. Parteciparono 6 squadre in un unico girone. Rispetto alla stagione precedente si aggiunsero i Tupelo Rock-n-Rollers. I Memphis Blues si rinominarono Memphis Tornadoes. I Floyd County Rage tornarono in attività rinominandosi Rome Rage. I Tri-State Crusaders e i Mississippi HardHats scomparvero.
Le prime quattro classificate della regular season disputarono le final four.

## Squadre partecipanti
- Buford Majic
- Cartersville Warriors
- Decatur C. Kings
- Memphis Tornadoes
- Rome Rage
- Tupelo R-n-Rollers

## Classifica
| Squadra               | V | P  | %    |
| --------------------- | - | -- | ---- |
| Buford Majic          | 9 | 1  | 90,0 |
| Decatur Court Kings   | 8 | 2  | 80,0 |
| Tupelo Rock-n-Rollers | 7 | 3  | 70,0 |
| Cartersville Warriors | 6 | 4  | 60,0 |
| Memphis Tornadoes     | 2 | 8  | 20,0 |
| Rome Rage             | 0 | 10 | 0,0  |

## Play-off

### Semifinali
| Buford 2 luglio 2009, ore 18:00         | Tupelo Rock-n-Rollers | 107 – 89 | Decatur Court Kings | Bogan Park Gym |
| \| \| \| \| \| Wilson 25 \| Punti \| \| |                       |          |                     |                |
|                                         |                       |          |                     |                |
| Wilson 25                               | Punti                 |          |                     |                |

| Buford 2 luglio 2009, ore 20:00                 | Buford Majic | 109 – 97 | Cartersville Warriors | Bogan Park Gym |
| \| \| \| \| \| Puckett 30 \| Punti \| 29 Cox \| |              |          |                       |                |
|                                                 |              |          |                       |                |
| Puckett 30                                      | Punti        | 29 Cox   |                       |                |

### Finale
| Buford 3 luglio 2009, ore 19:30         | Buford Majic | 93 – 91 (?, 52-52, ?) | Tupelo Rock-n-Rollers | Bogan Park Gym |
| \| \| \| \| \| \| Punti \| 23 Wilson \| |              |                       |                       |                |
|                                         |              |                       |                       |                |
|                                         | Punti        | 23 Wilson             |                       |                |

### Tabellone
|  | Semifinali | Semifinali   | Semifinali |        |        | Finale | Finale | Finale |  |
|  |            |              |            |        |        |        |        |        |  |
|  | 1          | Buford       | 109        |        |        |        |        |        |  |
|  | 1          | Buford       | 109        |        |        |        |        |        |  |
|  | 4          | Cartersville | 97         |        |        |        |        |        |  |
|  | 4          | Cartersville | 97         |        | Buford | Buford | 93     |        |  |
|  |            |              |            |        | Buford | Buford | 93     |        |  |
|  |            |              | Tupelo     | Tupelo | 91     |        |        |        |  |
|  | 3          | Tupelo       | Tupelo     | Tupelo | 91     | 107    |        |        |  |
|  | 3          | Tupelo       |            |        |        |        |        |        |  |
|  | 2          | Decatur      | 89         |        |        |        |        |        |  |

## Vincitore
| Campione WBA 2009        |
| ------------------------ |
| Buford Majic (1º titolo) |

## Premi WBA
- WBA Player of the Year: B.J. Puckett, Buford Majic
- WBA Coach of the Year: David Akin, Buford Majic
- WBA Rookie of the Year: Bennie Lewis, Decatur Court Kings
- WBA General Manager of the Year: Russell Brooks, Tupelo Rock-n-Rollers
- All-WBA First Team[4]
  - Adrian Penland, Buford Majic
  - Darryl Wilson, Tupelo Rock-n-Rollers
  - Bennie Lewis, Decatur Court Kings
  - B.J. Puckett, Buford Majic
  - Larry Cox, Cartersville Warriors
- All-WBA Second Team
  - Javon Randolph, Buford Majic
  - Wayne Arnold, Buford Majic
  - Jason Smith, Tupelo Rock-n-Rollers
  - Martinis Woody, Decatur Court Kings
  - Marcus Brown, Buford Majic
- All-WBA Third Team
  - Darius Lane, Decatur Court Kings
  - Jermaine Spivey, Cartersville Warriors
  - Courtney Bradley, Tupelo Rock-n-Rollers
  - Marquis Wright, Decatur Court Kings
  - Justin Billingslea, Cartersville Warriors